# Alexandru M. Vitzu
Alexandru M. Vitzu (n. 23 noiembrie 1852, Săvinești, Neamț – d. 25 decembrie 1902, București) a fost un zoolog român, membru corespondent (1897) al Academiei Române.